# Jonas Johnsson
Jon (Jonas) Johnsson, i riksdagen kallad Johnsson i Torsberg, född 26 oktober 1837 i Bollnäs, Gävleborgs län, död 17 juni 1922 i Bollnäs, var en svensk godsägare och riksdagsman. Han var bror till riksdagsmannen Eric Jonsson i Freluga.
Johnsson var godsägare i Torsberg i Gävleborgs län och även verksam som trävaruhandlare. I riksdagen var han ledamot av andra kammaren 1887-1905 för Södra Hälsinglands västra tingslags valkrets. År 1896 förvärvade han Kilafors bruk i Hanebo församling.
Han var gift med Brita Persdotter (1847–1936) och fick sönerna Per Jonas Johnsson (1872–1911) och Albert Johnsson (1881–1920). Den sistnämnde var gift med Stella Carlsson (1887–1956), som gifte om sig med Erik Odelstierna.
Kilafors bruk gick sedan i arv till Albert och Stella Johnssons söner Axel Johnsson (1908–1953) och Arne Johnsson (1910–1940). När den sistnämnde omkom i en flygolycka ärvdes Kilafors av Arnes son racerföraren Ulf Johnsson-Norinder och hans syster.